# Rancho Nuevo Calderón
Rancho Nuevo Calderón är en ort i Mexiko.   Den ligger i kommunen Acatic och delstaten Jalisco, i den centrala delen av landet, 400 km väster om huvudstaden Mexico City. Rancho Nuevo Calderón ligger 1 626 meter över havet och antalet invånare är 215.
Terrängen runt Rancho Nuevo Calderón är huvudsakligen platt, men åt sydost är den kuperad. Rancho Nuevo Calderón ligger nere i en dal. Runt Rancho Nuevo Calderón är det ganska tätbefolkat, med 86 invånare per kvadratkilometer. Närmaste större samhälle är Zapotlanejo, 15,8 km sydväst om Rancho Nuevo Calderón. I omgivningarna runt Rancho Nuevo Calderón växer huvudsakligen savannskog.